# Cent'anni di solitudine
Cent'anni di solitudine (Cien años de soledad) è un romanzo del 1967 del Premio Nobel colombiano Gabriel García Márquez, considerato tra le opere più significative della letteratura del Novecento.
Narra le vicende di sette generazioni della famiglia Buendía, il cui capostipite, José Arcadio, fonda alla fine del XIX secolo la città di Macondo. La storia è narrata con uno stile elaborato e personale, ricco di prolessi che anticipano drammaticamente gli avvenimenti ancora da narrare. Attraverso un modello che unisce rigore formale e frasi sontuose, radici classiche e sperimentazione, il romanzo svelò il vitalismo di un universo di solitudini incrociate, dove si succedono i destini ineluttabili di una famiglia, romanzo nel quale, come disse Ariel Dorfman, «l'individuo è divorato dalla storia e la storia è divorata a sua volta dal mito».
Il romanzo, scritto in diciotto mesi, è considerato l'opera maggiore dell'autore; pubblicato originariamente dalla casa editrice Sudamericana a Buenos Aires nel giugno 1967, vendette in due settimane ottomila copie; nei tre anni successivi 600 000 copie. Fu in seguito tradotto in 37 lingue vendendo più di venti milioni di copie. Lo stile del romanzo, il celebre realismo magico, e la materia tematica fanno sì che Cent'anni di solitudine diventi rappresentativo del boom latinoamericano degli anni sessanta e settanta, influenzato stilisticamente dal modernismo (europeo e nordamericano) e dal movimento letterario legato alla rivista cubana Vanguardia.

## La stesura
Lo scrittore colombiano Gabriel García Márquez fu uno dei quattro romanzieri latinoamericani coinvolti per primi nel boom letterario latinoamericano degli anni sessanta e settanta, insieme al peruviano Mario Vargas Llosa, all'argentino Julio Cortázar e al messicano Carlos Fuentes. Cent'anni di solitudine procurò a García Márquez fama internazionale all'interno del movimento magico-realista della letteratura latinoamericana.
Interpretazione metaforica della storia colombiana, dalla fondazione allo Stato contemporaneo, Cent'anni di solitudine riporta diversi miti e leggende locali attraverso la storia della famiglia Buendía, le cui diverse generazioni si inseriscono nella vita del paese e permettono di raccontare, seppure con lo specchio deformante della maschera linguistica, gli eventi storici della Colombia moderna, come le polemiche del XIX secolo a favore e contro la riforma politica liberale di uno stile di vita coloniale, il lento inserimento sulla via del progresso, con l'arrivo della ferrovia, del cinema e dell'automobile, la guerra dei mille giorni (1899-1902), l'egemonia economica della United Fruit Company ("Compagnia bananiera" nel libro), nella logica della dottrina Monroe, e la conseguente sanguinosa repressione dello sciopero come politica di relazioni fra governo e classe lavoratrice.
Cent'anni di solitudine è il risultato definitivo di una lunga lavorazione iniziata da giovane; già nel 1944 García Márquez era ossessionato dalla costruzione di una storia familiare; arrivò anche a pubblicare degli "appunti per un romanzo" con il titolo La casa de los Buendía (Crónica n. 6, Barranquilla, 3 giugno 1950). Per lungo tempo il titolo di lavorazione dell'opera rimane La casa, e una costola del romanzo darà origine a Foglie morte.
Dopo la stesura di La mala ora García Márquez soffre un blocco creativo, perché si rende conto che sta maturando l'opera della sua vita. Nel 1965 vive a Città del Messico con la moglie e i figli; nel mese di gennaio, durante le vacanze, sulla strada per raggiungere la località di villeggiatura di Acapulco, ha un'improvvisa visione di come dovrà essere il suo romanzo, in particolare l'incipit e il primo capitolo. Ferma la Opel che sta guidando e dice alla moglie che ha finalmente trovato lo stile giusto per la sua scrittura: utilizzerà il tono narrativo-epico con cui la nonna gli narrava le storie fantastiche della sua infanzia. Tornato a casa, si chiude nello studio e continua a scrivere per diciotto mesi, pregando la moglie di occuparsi di ogni cosa. Mercedes Barcha farà debiti fino a 12 000 dollari per la conduzione familiare, finché il romanzo non sarà pronto.

## Trama
Cent'anni di solitudine è la storia delle sette generazioni della famiglia Buendía nell'immaginaria cittadina di Macondo, nella Colombia caraibica. Lo stile di questo romanzo, definito in seguito "realismo magico", racconta un microcosmo arcano e segregato in cui la linea di demarcazione fra vivi e morti non è così nitida e ai vivi è dato il dono tragico della chiaroveggenza, il tutto sullo sfondo di un drammatico messaggio di isolamento e arretratezza. Il romanzo è diviso in capitoli separati da un'interruzione di pagina, che non sono tuttavia numerati né intitolati. Dalla fondazione di Macondo alla sua fine passano circa cento anni, appunto, di "solitudine"; pressappoco equivalente — nella lente trasfigurata della fantasia dell'autore —  al periodo colombiano dal 1830 (anno di fondazione della Colombia simboleggiata da Macondo) alla depressione economica post-bananiera del 1930, come si evince dai pochi avvenimenti storici ricordati e dalle tecnologie usate.

### La prima generazione
I Buendía della prima generazione sono protagonisti dei capitoli da 1 a 3. 
Il capostipite e fondatore di Macondo, José Arcadio Buendía, e sua moglie (e cugina di primo grado) Ursula Iguarán lasciano la città in cui vivono dopo che lui ha ucciso un uomo che lo prendeva in giro per questioni sessuali. Insieme a ventuno amici e con le loro famiglie, vagano nella selva e nelle paludi per quattordici mesi nel tentativo di raggiungere la costa atlantica. Una notte José Arcadio sogna una città fatta di ghiaccio e ode pronunciare il nome "Macondo", così decide di fermarsi lungo il fiume dove è accampato.
Nasce così Macondo, città di 300 anime; il primo nato nel nuovo villaggio è suo figlio secondogenito Aureliano. Circondata da acque e paludi, il villaggio viene trovato per caso in mezzo al nulla dalla tribù dello zingaro Melquíades, per lungo tempo l'unico contatto con il mondo esterno. Melquíades porta a Macondo il fascino dell'alchimia (José Arcadio sacrificherà alla formula per produrre l'oro, malgrado lo zingaro l'abbia messo in guardia, il piccolo tesoro della moglie) e la consapevolezza che il villaggio nella giungla è rimasto indietro rispetto al progresso.
Dopo la morte di Melquíades, la tribù zingara che lo sostituisce porta soltanto fenomeni da baraccone, come la macchina per produrre il ghiaccio che rimane impressa nella fantasia del bambino Aureliano e che fornisce lo spunto per il memorabile e famoso incipit del romanzo, la prima delle molte prolessi della narrazione:
Divenuto adolescente, il primogenito dei Buendía, che porta lo stesso nome del padre, José Arcadio, ha una relazione segreta con Pilar Ternera, una giovane donna “sedotta e abbandonata” che lavora in casa Buendía. Ma un giorno ha un colpo di fulmine per una ragazzina zingara, e fugge insieme alla tribù girovaga. Partita al suo inseguimento, la madre Ursula (che ha appena dato alla luce una terza figlia, Amaranta) scompare per mesi, e al suo ritorno rivela che a solo due giorni di distanza sorge un'altra cittadina lungo la strada del servizio postale. Macondo non è più isolata.
Il paese si ingrandisce con nuovi immigrati. Pilar Ternera dà alla luce il figlio di José Arcadio, che per distinguerlo dal padre e dal nonno viene chiamato Arcadio. Un giorno arriva a casa Buendía una piccola orfana, inviata da lontani parenti che nessuno ricorda: si chiama Rebeca e viene allevata insieme ad Arcadio, ma la bambina porta con sé il contagio della malattia dell'insonnia. Oltre a impedire di dormire, il morbo provoca una progressiva e grave perdita di memoria, al punto che gli abitanti di Macondo devono scrivere bigliettini con il nome delle cose su ogni oggetto di uso comune e compilare una lista di incombenze quotidiane per sopravvivere. A salvare il villaggio è lo zingaro Melquíades, ritornato dalla morte con una pozione medicinale.
Macondo adesso è collegata con il resto del paese; un giorno giunge una bizzarra compagnia, un'anziana molto grassa che si fa mantenere dalla nipotina, costretta a coricarsi con decine di uomini al giorno. Aureliano Buendía, ormai ventenne, si intrattiene con la ragazzina senza approfittarne.
Dopo il collegamento con la civiltà, tuttavia, Macondo viene raggiunta anche dall'autorità, nella persona del correggitore don Apolinar Moscote, che però viene cacciato da José Arcadio quando pretende di decidere persino il colore di casa Buendía, ampliata e ristrutturata per la famiglia allargata. Don Apolinar ritorna con famiglia e soldati per insediarsi a Macondo, e stabilisce una tregua con i Buendía; ma il giovane Aureliano, che accompagna il padre, si innamora perdutamente di una delle figlie di Moscote, Remedios, di soli nove anni.

### La seconda e la terza generazione
Dal capitolo 4 al capitolo 9
Aureliano Buendía perde il sonno per Remedios Moscote. Durante le sue smanie, una notte si infila in camera di Pilar Ternera e perde la verginità con lei, nascerà un figlio Aureliano José, poi chiede ai genitori di sposarsi con la figlia del correggitore. Passato lo sgomento di entrambe le famiglie, dal momento che Remedios è ancora impubere, le nozze vengono rimandate. Anche Rebeca e Amaranta raggiungono l'età dell'amore, e entrambe si invaghiscono dell'italiano Pietro Crespi, venuto a casa Buendía per installare una pianola automatica acquistata da Ursula per insegnare le danze moderne alle ragazze. A essere corrisposta è Rebeca, con gran risentimento della sorellastra, la quale giura che i due non si sposeranno mai. Le nozze di Rebeca e quelle di Aureliano vengono fissate nello stesso giorno, ma una falsa lettera sulla morte della madre allontana Pietro Crespi.
Remedios si trasferisce a casa dei suoceri, ed è lei a prendersi cura di José Arcadio quando il vecchio impazzisce e occorre legarlo a un albero. Amaranta, gelosa, continua a augurarsi qualcosa di tremendo che impedisca le nozze di Rebeca, nutrendo anche il proposito di avvelenarla il giorno prima del matrimonio; purtroppo non è necessario perché Remedios muore a causa di una gravidanza gemellare. Aureliano ne esce distrutto, ma improvvisamente torna a casa suo fratello José Arcadio, enorme e con il corpo tutto tatuato, dopo aver girato il mondo intero. Sopravvive grazie a prestazioni sessuali da superdotato finché Rebeca si invaghisce di lui e si intrufola nella sua stanza nottetempo. Poco dopo i due si sposano (il prete rivela che non sono fratelli) malgrado la contrarietà di Ursula, e si trasferiscono a vivere in un'altra casa. Rassegnato, Pietro Crespi comincia a frequentare Amaranta e le chiede di sposarlo: dovrebbe essere il coronamento dell'attesa della giovane, ma lei prende tempo.
Intanto la situazione politica evolve verso il dramma. Dopo la morte della giovanissima moglie, Aureliano ha continuato a frequentare la casa del suocero che ha fiducia in lui; così assiste ai brogli elettorali quando le schede dei voti liberali vengono sostituite con voti conservatori. La sollevazione armata è già iniziata altrove; è Aureliano, dopo qualche tentennamento, a mettersi a capo dell'insurrezione a Macondo: i soldati del correggitore vengono disarmati, a don Moscote non viene torto un capello, ma ventuno giovani si danno alla macchia insieme all'autonominato colonnello Aureliano Buendía. È lo stesso numero di uomini che erano giunti insieme a suo padre attraverso le paludi per fondare Macondo sulla riva del fiume.
È l'inizio del lungo periodo di guerre civili.
Le guerre civili
La lunga parentesi delle guerre civili comprende i capitoli da 6 a 9, e si apre con una sorta di secondo incipit tra i passaggi più noti dell'autore colombiano:
()
Aureliano lascia la luogotenenza di Macondo a Arcadio, che ne approfitta per atteggiarsi a tiranno. Abolisce la messa domenicale e governa per decreti, ma quando decide di fucilare don Apolinar Moscote, sua nonna interviene a ridimensionare la sua autorità. L'ex correggitore è salvo, il prete può tornare a celebrare, ma Arcadio si costruisce una casa nuova con soldi pubblici, anche grazie alla complicità di suo padre José Arcadio.
Amaranta rivela a Pietro Crespi che non ha nessuna intenzione di sposarlo, il giovane italiano è così disperatamente preso da lei, dopo la delusione ricevuta da Rebeca, che si toglie la vita. Amaranta è distrutta dal rimorso, ma la vicenda politica prende il sopravvento. La guerra va male per i liberali, l'esercito governativo prende d'assalto Macondo; dopo una strenua resistenza, Arcadio viene catturato e fucilato, lasciando la moglie con la figlia Remedios e in attesa di due gemelli. I liberali si arrendono, il colonnello Buendía cade prigioniero, il suo ultimo desiderio è che la sentenza di morte venga eseguita nella sua città. Al suo arrivo in ceppi la madre stenta a riconoscerlo: si è indurito e inaridito. L'ostilità degli abitanti tuttavia è così tangibile che i militari devono estrarre a sorte i nomi del plotone d'esecuzione, e al momento della fucilazione il capitano Carnicero libera il prigioniero e fugge con lui insieme ai suoi uomini.
I liberali trattano con il governo la pace e l'ingresso in parlamento, ma il colonnello Aureliano Buendía li sconfessa e promuove una serie di sollevazioni fino a proclamare la guerra totale. A Macondo arriva un sindaco militare, il colonnello Moncada, che tratta con umanità e rispetto i cittadini; questo non impedisce a Aureliano, il cui esercito vittorioso torna in città, di rispettare il pronunciamento del tribunale militare che lo condanna a morte. Il lutto perseguita la famiglia Buendía: il capostipite José Arcadio muore di vecchiaia e demenza, suo figlio José Arcadio viene misteriosamente assassinato; Aureliano José, figlio del colonnello e di Pilar Ternera, muore fucilato. Tuttavia, una dopo l'altra diciassette donne portano bambini di diverse età a Macondo per farli riconoscere come figli del colonnello Buendía, il quale durante la guerra non si è mai sottratto all'usanza di ricevere nella tenda fanciulle che le stesse madri gli portavano per “migliorare la razza”.
La guerra va di nuovo male per i liberali. Il colonnello Buendía è sempre più solo e esacerbato. Arriva persino a lasciare che il suo amico d'infanzia Gerineldo Márquez venga condannato a morte dal tribunale militare per insubordinazione, perché si oppone alle manovre dei politicanti di partito che rinunciano agli ideali liberali. Prima dell'esecuzione della sentenza tuttavia il colonnello ha una crisi di coscienza, libera l'amico e fuggono insieme con l'intento di porre termine alla guerra. Da questo momento il carattere del colonnello peggiora ulteriormente, le ostilità rincrudiscono con l'intento di costringere il governo e il partito liberale a negoziare. L'armistizio che pone fine alle guerre civili viene infine firmato a Neerlandia, vicino a Macondo. Aureliano Buendía sigla la resa, quindi si spara un colpo al cuore che tuttavia non lede alcun organo vitale.

### La quarta e la quinta generazione
Dal capitolo 10 al capitolo 17
Mentre il colonnello Buendía si ritira a vita privata nella casa di Macondo, dedicandosi alla produzione artigianale di pesciolini d'oro, i tre figli di Arcadio e Santa Sofia de la Piedad si affacciano all'adolescenza: la bellezza della primogenita, Remedios, è tale da far perdere la ragione a più di un uomo, malgrado in casa venga considerata minorata mentale a causa della sua ingenuità nei rapporti interpersonali. I suoi fratelli minori, i gemelli José Arcadio Secondo e Aureliano Secondo, nati dopo la morte del padre, probabilmente hanno giocato allo scambio di identità, dal momento che il primo ha ereditato il fisico e il carattere degli Aureliano, e il secondo somiglia invece agli Arcadio.
“Remedios la bella non era un essere di questo mondo”: della sua fiabesca bellezza che ha già portato alla morte o alla pazzia più giovani si mormora parecchio a Macondo, finché nonna Ursula, ormai centenaria, acconsente che la giovane diventi Reginetta dello sfrenato Carnevale organizzato in città, dove il benessere continua a aumentare. La fama della festa è tale da attirare in città un'altra giovane di favolosa bellezza, Fernanda del Carpio; di lei si invaghisce perdutamente Aureliano Secondo, che riesce a sposarla dopo averla inseguita fino nella sua tetra e remota città sull'altopiano.
Giunta a Macondo, Fernanda cambia poco per volta le abitudini di casa Buendía, introducendo l'osservanza di prescrizioni religiose nei ritmi di vita e anche nell'intimità coniugale: in questa si raggiunge un equilibrio quando il marito riesce a convincerla che la straordinaria fertilità degli animali da allevamento che arricchisce a dismisura la casa è dovuta alla presenza della propria amante Petra Cotes. Fernanda dà alla luce due figli, José Arcadio, destinato fin dalla più tenera età al seminario nella speranza che diventi papa, e Renata Remedios detta Meme.
Il governo conservatore decide di festeggiare la pacificazione e il genetliaco di Aureliano Buendía conferendogli una medaglia al valore, ma l'anziano colonnello rifiuta indignato. Nel frattempo a Macondo arriva, insieme alla ferrovia, il progresso. La cittadina si ingrandisce, giungono anche degli stranieri che Aureliano Secondo invita a pranzo. Tra di loro lo statunitense Mr. Brown, che si fa promotore dell'arrivo della Compagnia Bananiera. Le terre che circondano Macondo vengono giudicate adatte alla coltivazione di frutta, molti abitanti cominciano a lavorare per la multinazionale. Gli americani costruiscono un villaggio separato con belle case e vita indipendente. I gringos portano con sé uomini dal grilletto facile, e quando un bambino viene trucidato insieme al nonno per una quisquilia, Aureliano Buendía si indigna al punto di voler promuovere una nuova guerra totale per cacciare gli stranieri, ma l'amico Gerineldo Márquez lo fa desistere. A seguito delle sue minacce di insurrezione, tutti i suoi figli illegittimi (tranne il primogenito Aureliano Amador) vengono assassinati da pistoleri in una sola notte in diverse località della Colombia.
Remedios la bella improvvisamente ascende al cielo in un'esplosione di luce, dopo aver fatto perdere la ragione a diversi uomini. Aureliano Buendía non esce più dalla sua stanza dove continua a lavorare ai pesciolini d'oro, finché un pomeriggio di ottobre muore in cortile, dove era uscito ad urinare. Il governo proclama ipocritamente il lutto nazionale.
Meme è cresciuta, viene inviata a studiare in collegio per volontà della madre Fernanda. Per salvaguardare l'unità della famiglia, suo padre (che si è trasferito presso l'amante Petra Cotes) torna dalla moglie ogni volta che Meme rientra a casa in vacanza. La ragazzina però si innamora di Mauricio Babilonia, un autista che lavora per la Compagnia Bananiera, e lo frequenta a casa di Pilar Ternera. Nonna Ursula, più che centenaria, perde la vista, ma conosce così bene la casa che riesce a tenerlo nascosto a tutti. Amaranta, ormai vecchia e amareggiata dal pluridecennale rimpianto per il suicidio di Pietro Crespi, riceve dalla morte stessa il preavviso che dovrà lasciare questo mondo appena finito di tessere un lenzuolo funebre, e così accade puntualmente.
Scoperta la tresca della figlia Meme, Fernanda denuncia la presenza di un ladro di galline intorno alla casa; colpito da una guardia mentre si intrufola di sera nel bagno (dove Meme lo stava aspettando), Mauricio Babilonia rimane paralizzato a vita. Malgrado la contrarietà del marito, Fernanda chiude la figlia in un convento nella fredda città dell'altopiano in cui è nata. Meme non parlerà più per il resto della vita. Qualche mese dopo, una suora porta a Fernanda un bambino illegittimo che verrà battezzato Aureliano; Fernanda lo tiene nascosto per diverso tempo, finché il marito Aureliano Secondo lo scopre.
L'arrivo della Compagnia Bananiera non ha portato solo lavoro e benessere, ma anche forti tensioni. I lavoratori si organizzano contro i bassi salari e il pagamento in buoni da spendere negli spacci della compagnia. José Arcadio Secondo è uno dei sindacalisti più in vista; dopo un breve periodo in carcere viene rimesso in libertà. Inizia un'ondata di scioperi e Mr. Brown viene costretto a firmare un contratto di lavoro; riesce però ad annullarlo fingendosi morto. Lo sciopero dilaga. Le autorità comunicano ai braccianti di radunarsi alla stazione ferroviaria per recarsi al capoluogo, le loro richieste sono state accolte, ma i lavoratori e le loro famiglie trovano ad aspettarli la truppa e le mitragliatrici che sparano indiscriminatamente sulla folla. José Arcadio Secondo si risveglia coperto di sangue su di un treno di duecento vagoni carichi di cadaveri, diretto verso il mare. Si getta dal convoglio in corsa e torna a casa, racconta a tutti che ci sono state più di tremila vittime, ma nessuno crede alla strage. Si chiude in quella che era stata la stanza di Melquíades e non ne esce più fino alla morte, ossessionato dal massacro negato.
Il signor Brown fa minime concessioni ai lavoratori, rimandandole a quando smetterà di piovere; ma il giorno stesso inizia un periodo di piogge ininterrotte che dura quasi cinque anni. I campi rimangono allagati e distrutti, gli animali annegano, le case marciscono e si sfasciano. La Compagnia Bananiera si trasferisce altrove. Al termine delle piogge a Macondo sono rimasti solo gli abitanti originari. Come lei stessa aveva previsto, nonna Ursula muore a un'età intorno ai 120 anni. Aureliano Secondo si consuma per un tumore alla gola e una settimana prima di morire torna a casa dalla moglie; nello stesso momento in cui esala l'ultimo respiro, suo fratello José Arcadio Secondo muore nella stanza di Melquíades, accasciandosi sui manoscritti di cui si occupava da tempo.

### La sesta generazione
Dal capitolo 18 al capitolo 20
Anche Fernanda muore sdraiata nel proprio letto, dopo una lunga corrispondenza con “medici invisibili” che arrivano fino a “operarla telepaticamente”. Il suo corpo, pur nell'età avanzata, conserva intatta tutta la propria bellezza. I figli ricevono la notizia della morte; Meme è ancora chiusa in un convento dell'altopiano; Amaranta Ursula è stata inviata a studiare in un collegio a Bruxelles; José Arcadio torna a casa da Roma dove studia per diventare Papa. In realtà ha abbandonato il seminario dopo un anno, senza farlo sapere alla madre, e si è barcamenato in stanzette d'affitto insieme a giovani bohémien.
Tornato a Macondo, José Arcadio entra in possesso dei diari della madre e scopre che Aureliano, unico sopravvissuto in casa Buendía, è il figlio illegittimo di sua sorella Meme. Lo confina nella stanza di Melquíades, dove il ragazzo si dedica allo studio del sanscrito per tradurre gli scritti dell'anziano zingaro. José Arcadio accoglie in casa alcuni giovani di Macondo, con i quali si dedica all'ubriachezza e alla bella vita, dal momento che scoprono un tesoro di monete d'oro sepolto da nonna Ursula nella propria stanza: è il contenuto di una statua di gesso abbandonata da qualche sconosciuto durante gli anni ruggenti in cui tutti gli stranieri si fermavano a casa Buendía. José Arcadio caccia gli amici di casa, loro tornano nottetempo e lo annegano nella vasca dell'acqua, fuggendo con il bottino d'oro.
Aureliano è rimasto solo con i suoi studi esoterici; scopre in città una libreria dove frequenta quattro coetanei amanti delle lettere, finché da Bruxelles fa ritorno Amaranta Ursula con il marito Gastón, che ha assecondato il suo desiderio di rivedere la casa natale pensando si trattasse di qualche mese. In realtà i due si stabiliscono in casa, con grande turbamento di Aureliano, il quale, nel solco della tradizione familiare di amori incestuosi, perde la testa per la zia, della quale è pressoché coetaneo. Dopo aver provato a resistere alla tentazione, i due cadono nella spirale dei sensi. Gastón torna in Belgio, lasciando i due padroni della casa e della propria passione.
Ma la tragedia incombe su casa Buendía e su Macondo. La cittadina fatiscente, disertata dal treno e lontana dal mondo, si sfascia lentamente nella polvere e nel sole. Pilar Ternera muore a oltre 140 anni di età, tenutaria della casa di appuntamenti frequentata da Aureliano e dai suoi amici letterati. Amaranta Ursula è incinta, si separa dal marito via lettera. Dopo aver dato alla luce un maschio, muore lentamente per un'inarrestabile emorragia, amareggiata dal fatto che il neonato ha in fondo alla spina dorsale una coda di porco, per la consanguineità dei genitori.
Distrutto dal dolore, Aureliano non si accorge che la casa è invasa da un esercito di formiche. Mentre si leva un vento terrificante che spazzerà via Macondo dalla faccia della terra e le termiti portano via il bambino, l'uomo riesce finalmente a decifrare le pergamene codificate dello zingaro Melquiades. È la fine di cento anni di solitudine della famiglia Buendía e della città di Macondo.

## Contesto storico
Il realismo di García Márquez è definito "magico" perché le storie sono realistiche, sia tratte da vicende familiari sia dalla storia colombiana sia inventate, ma filtrate attraverso la fantasia fiabesca e surreale dell'immaginario latinoamericano e personale, arricchite quindi da eventi fantastici e leggendari.
L'interpretazione critica della storia colombiana attinge dalla storia ufficiale per inventare un mondo segregato e vivido che rimane a lungo nella memoria del lettore. Prima della colonizzazione spagnola delle Americhe, la regione corrispondente all'attuale Colombia settentrionale non aveva una cultura paragonabile a quella Inca (in Perù), dei Maya (nell'America centrale) o degli Aztechi (in Messico). La regione era abitata dalle popolazioni indigene dei Tairona e dei Muisca, organizzate in clan sotto una monarchia.
Nel 1509, Vasco Núñez de Balboa fondò un insediamento, considerato la prima città della Colombia, avanguardia dell'espansione e conquista spagnola.
Dopo la conquista del territorio Muisca da parte di Gonzalo Jiménez de Quesada (1538), Bogotà diventò il centro del governo coloniale spagnolo. Ben presto, nel 1810, in seguito al collasso dell'Impero spagnolo in Colombia, i governi militari provinciali riuscirono a sfidare l'autorità politica del governo nazionale di Bogotá; ma sei anni dopo, nel 1816, le forze monarchiche del Conte Pablo Morillo ristabilirono il governo spagnolo.

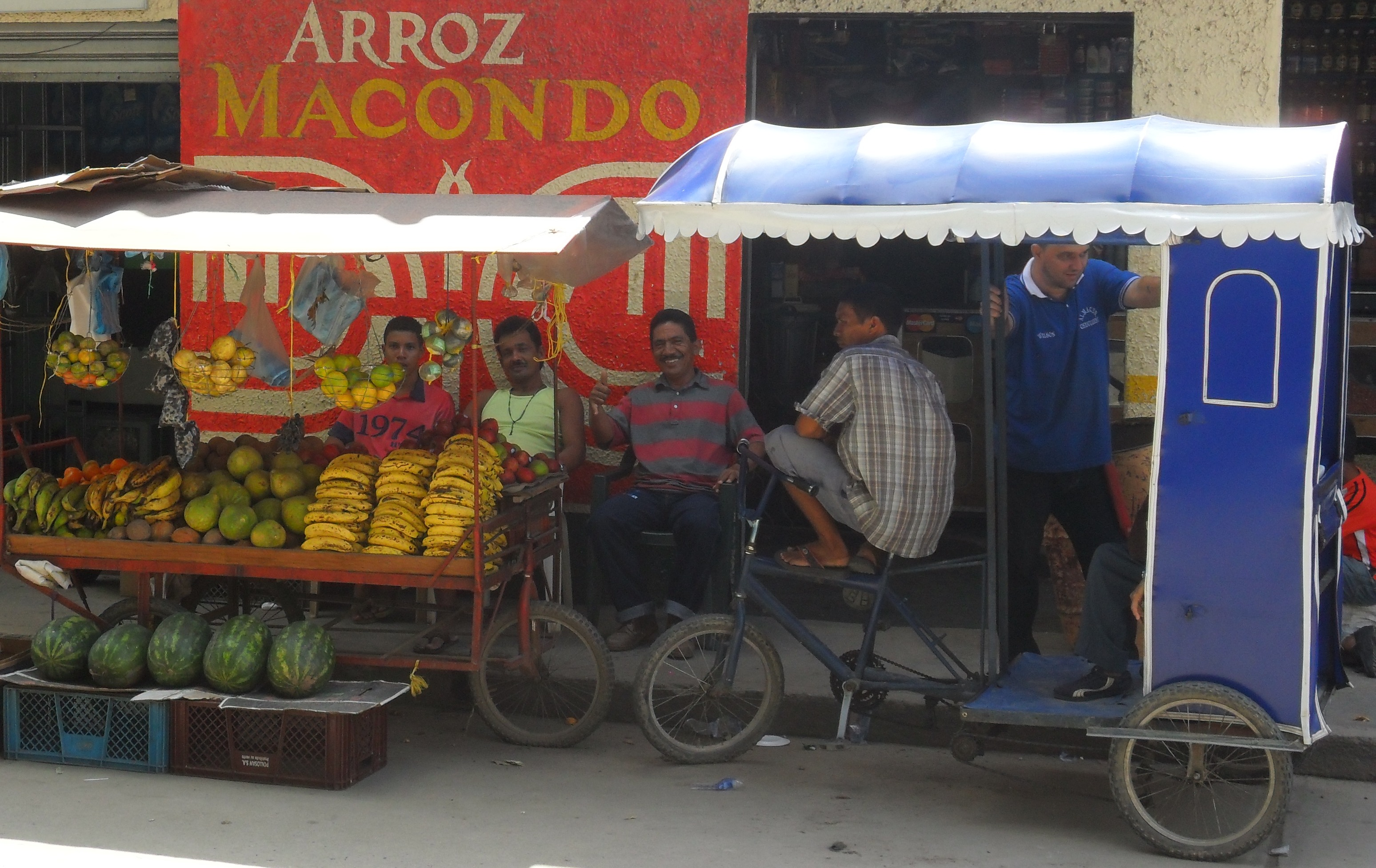
La strada principale di Aracataca

Gli eventi storici principali, filtrati dalla fantasia dell'autore che vi costruisce sopra una mitologia surreale, spesso con salti temporali, sono, precisamente:
- le scorrerie dei corsari inglesi lunga la costa (1600); nel romanzo gli assalti di Francis Drake a Riohacha affliggono gli antenati dei Buendía
- la fondazione della Colombia moderna (intorno al 1830), dopo la dissoluzione della Grande Colombia di Simón Bolívar, simboleggiata dalla fondazione di Macondo e dagli eventi successivi (l'arrivo degli zingari, della chiesa e del correggitore governativo conservatore)
- la guerra dei mille giorni (1899-1901), ovvero le 32 sollevazioni armate del colonnello Aureliano Buendía, concluse con la pace di Neerlandia (la reale capitolazione dei liberali firmata nella realmente esistente piantagione di banani era di Neerlandia, il 24 ottobre 1902, poi ratificata a novembre su una nave statunitense)
- l'arrivo della tecnologia ma anche dei nordamericani della multinazionale United Fruit Company, rappresentata dalla compagnia bananiera di Mr. Brown (primi anni del XX secolo); l'arrivo del progresso è richiamato già nel famoso incipit del ghiaccio.[21]
- i primi omicidi politici ordinati dal governo negli anni venti (il massacro dei diciassette figli del colonnello Aureliano), poi culminati tempo dopo nel periodo denominato La Violencia
- la strage dei lavoratori bananieri in sciopero da parte dell'esercito regolare (Santa Marta, ottobre 1928) ovvero il massacro negato dal governo a cui sopravvive José Arcadio Secondo (si tratta di uno dei pochi avvenimenti che hanno un riferimento storico preciso assieme al trattato di Neerlandia)
- i cicloni tropicali con conseguenti rovinose alluvioni (il diluvio di cinque anni, provocato dagli ingegneri della compagnia per non ottemperare ad alcuni accordi sindacali: metafora delle condizioni ambientali della zona della foresta pluviale, distrutta per seminare banani, con conseguenze disastrose dopo le tipiche piogge abbondanti della regione)
- la depressione economica dei villaggi bananieri (tra cui Aracataca, città natale dell'autore) dopo il boom di inizio secolo (1928-1940, corrispondente al periodo della prima giovinezza di García Márquez, prima della sua partenza per l'Europa).

## Personaggi

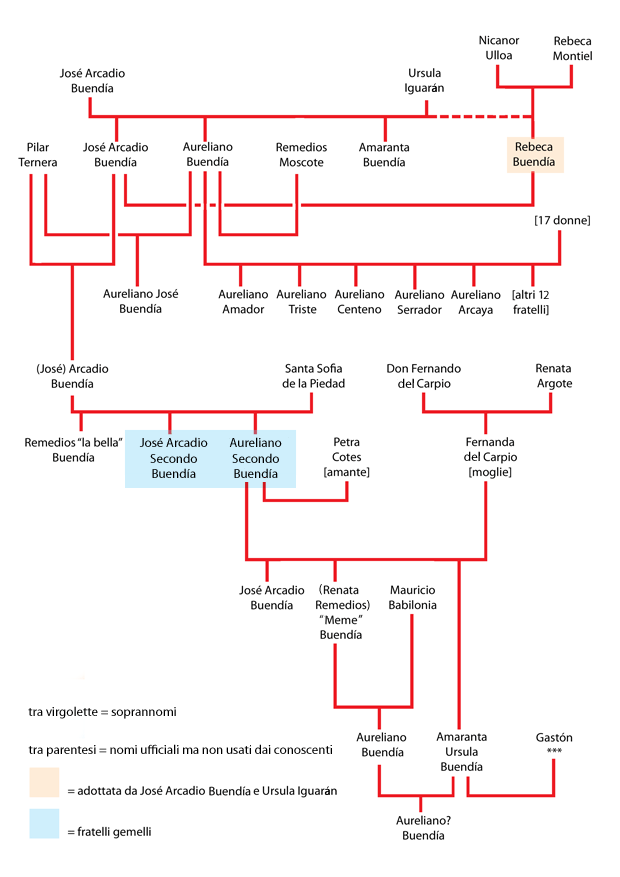
Albero genealogico della famiglia Buendía

### Prima generazione
José Arcadio Buendía
José Arcadio Buendía è il patriarca della famiglia e fondatore di Macondo. Nato a Riohacha, in gioventù convola a nozze con Ursula Iguarán, nonostante i due siano cugini primi. É rimasta impressionata dal racconto di una sua zia che si sposò anch'ella con un consanguineo, generando poi un figlio con la coda di maiale, per quanto José Arcadio le risponda "non mi importa di mettere al mondo dei porcelli, purché possano parlare".
Le resistenze della moglie alimentano pettegolezzi sulla coppia fino al tragico giorno in cui José Arcadio vince un combattimento di galli contro Prudencio Aguilar. Quest'ultimo, furioso per la sconfitta, insulta pesantemente l'avversario, mettendone in dubbio la capacità sessuale e José Arcadio lo uccide trapassandogli la gola con una lancia. Nei mesi seguenti, il fantasma di Prudencio arriva a esasperare i due con le sue apparizioni, tanto che José Arcadio, spinto dal rimorso e dalla volontà di dare al fantasma un po' di pace, decide di andar via da Riohacha. Sotterrata la lancia e sgozzati i suoi galli, José, seguito da Ursula, allora incinta, e da 21 giovani loro amici, lascia il villaggio senza una meta precisa.
Dal matrimonio tra José Arcadio e Ursula nascono tre figli, mentre una sarà adottata.
Durante la migrazione nelle terre selvagge nasce perfettamente sano il primogenito della coppia, José Arcadio. Dopo quasi due anni di viaggio attraverso la Sierra Nevada de Santa Marta, José Arcadio Buendía sogna un villaggio in riva al fiume, e decide di fondare sul posto Macondo. Negli anni successivi, José Arcadio s'impone come autorità saggia e imparziale del villaggio.
Ma tutto cambia all'arrivo di una tribù di zingari, guidata da Melquíades, che mostra di anno in anno le più disparate invenzioni (come la calamita e il cannocchiale). Il tempo di José Arcadio Buendía venne quindi assorbito da esperimenti scientifici più o meno deliranti (ad esempio, si propone di addestrare l'esercito alla "guerra solare"), e perde di vista la crescita dei figli.
Riportato con i piedi per terra da Ursula, recupera responsabilità e autorevolezza, per il bene della sua famiglia, e si riavvicina ai figli che porta nella tenda degli zingari per vedere l'ennesima curiosità, il ghiaccio. Ma un giorno, ossessionato dal tempo che non scorre, ha un eccesso di pazzia che costringe la famiglia a legarlo a un castagno, dove rimarrà per anni, impassibile al cospetto dei parenti, intento a chiacchierare con il fantasma di Prudencio e esprimendosi in latino, fino alla morte.
Il suo fantasma rimane sotto il castagno, visibile a tutti i componenti della famiglia, tranne al colonnello Aureliano.
Ursula Iguarán
È la moglie di José Arcadio Buendía (oltre che cugina) e matriarca della famiglia. Ciò che la caratterizza sono la sua forza d'animo e la grande capacità lavorativa (“finché Dio mi dà vita, non mancheranno mai i soldi in questa casa di pazzi”), che conserva per quasi tutta la vita. Per timore di generare un mostro con la coda di maiale, Ursula rifiuta per diversi mesi di consumare il matrimonio; per proteggersi dalle avances del marito, arriva persino a indossare durante la notte una cintura di castità fabbricatale dalla madre.
Ursula vivrà fino a un'età compresa tra i 115 e i 122 anni, così da poter conoscere praticamente tutti i membri di tutte le generazioni della famiglia. Anche per questo motivo, durante la vecchiaia ha la sensazione che il tempo non passi mai, arrivando addirittura a confondere i bisnipoti coi suoi figli ormai morti (ad esempio, si rivolge ad Aureliano Babilonia scambiandolo con il colonnello omonimo). Durante il lungo diluvio (quando pioverà ininterrottamente per oltre quattro anni su Macondo) si accentua la sua cecità, mentre la sua lucidità mentale cala, non impedendole comunque di difendere il segreto del San Giuseppe di gesso, pieno di dobloni, affidatole durante la guerra.

### Seconda generazione
José Arcadio
È il primogenito di Ursula Iguarán e José Arcadio Buendía. Venuto al mondo durante la traversata della sierra (e senza presentare la coda di maiale tanto temuta dalla madre), eredita dal padre una gran forza di volontà e una decisa impulsività. Durante la sua adolescenza ha una relazione con un'amica della madre, Pilar Ternera, molto più grande di lui che viene attratta dalle sue dimensioni falliche (esaltate da un racconto della madre di Jose Arcadio che teme siano la conseguenza del matrimonio incestuoso) e rimane terrorizzato quando lei gli annuncia di essere incinta (partorirà Arcadio). Innamoratosi di una ragazzina zingara, abbandona Macondo insieme alla carovana. Riappare senza preavviso diversi anni dopo, decisamente cambiato: ha un fisico possente, il corpo ricoperto di tatuaggi, la pelle conciata dopo le 65 volte che ha girato il mondo come marinaio, un appetito mostruoso e una virilità eccezionale.
Si sposa dopo un fulmineo fidanzamento con Rebeca, la propria sorella adottiva, ormai da anni fidanzata con Pietro Crespi. Per la vergogna dello scandalo, Ursula li caccia di casa.
José Arcadio usurpa le terre dei suoi vicini (il tutto grazie alla proposta di Arcadio, che mai saprà di essere suo figlio, di creare un registro delle terre), attirandosi il rancore di molti confinanti. Salva il fratello Aureliano dal plotone di esecuzione. La sua morte resterà l'unico mistero irrisolto a Macondo, poiché viene ritrovato assassinato con un colpo di arma da fuoco (sparatogli nell'orecchio) nella propria camera, dopo che il sangue colato ha compiuto un tragitto laborioso fino a casa Buendía, mentre Rebeca non si è accorta di nulla. I suoi resti emaneranno per lunghi anni a venire un profondo odore di polvere da sparo, fino al giorno in cui gli ingegneri della compagnia bananiera ricopriranno la sua tomba con una colata di calcestruzzo.
Colonnello Aureliano Buendía

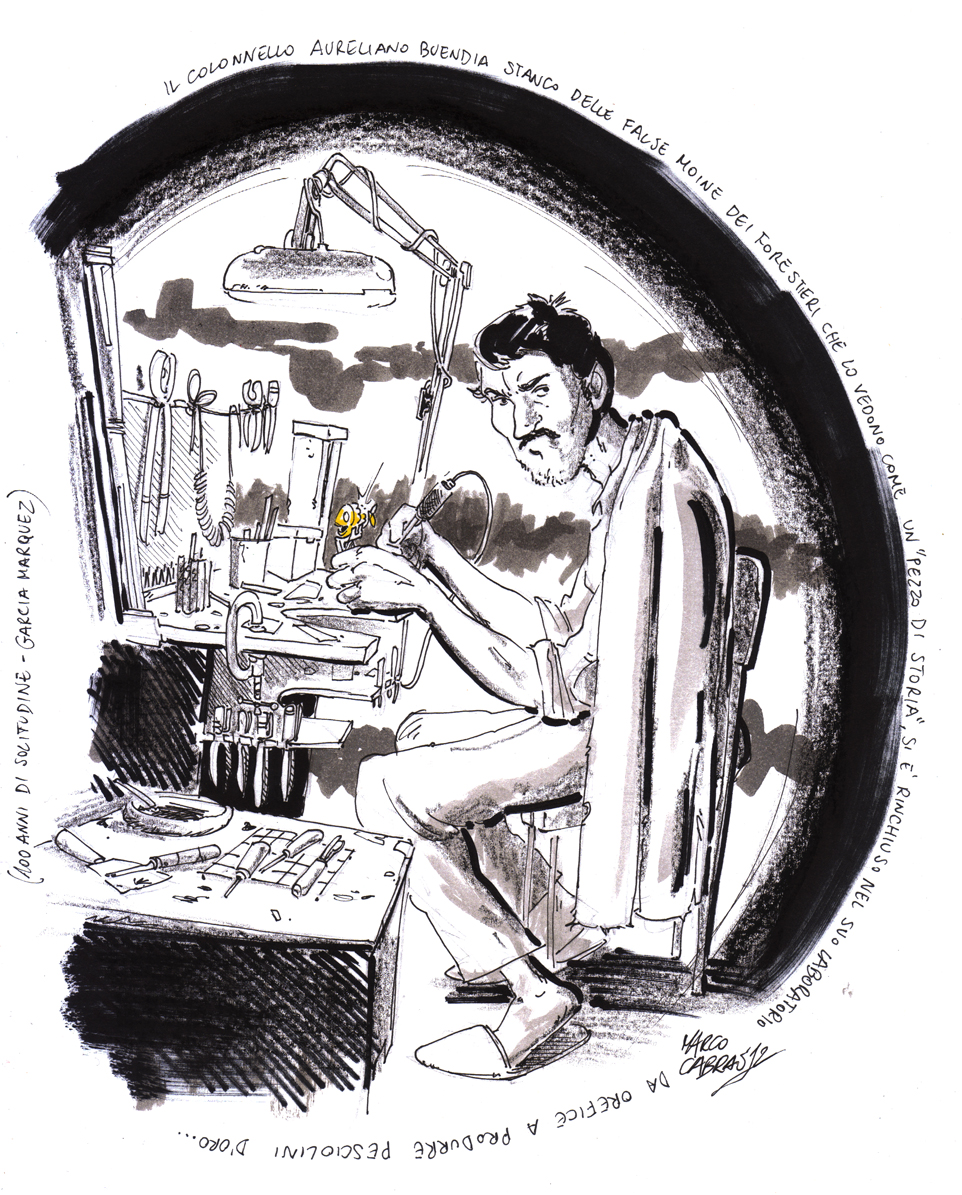
Aureliano Buendía nel laboratorio orafo

Secondogenito di José Arcadio e Ursula, è il primo bambino nato a Macondo. Completamente diverso dal fratello nel carattere, ha fin da piccolo uno sguardo lucido e analitico delle cose, nonché piccoli poteri di chiaroveggenza. Dopo la venuta degli zingari, aiuta il padre nel laboratorio di oreficeria, specializzandosi nella produzione di pesciolini d'oro.
Diventato adulto, viene ammaliato dalla bellezza di Remedios Moscote, una bambina di nove anni figlia del correggitore. Nonostante la differenza di età viene combinato il matrimonio, ma la giovanissima moglie muore di aborto naturale.
Aureliano si rinchiude in un profondo silenzio, che condivide con il suocero, fino a quando, a seguito di elezioni truccate dal governo conservatore e delle violenze dei militari, decide di unirsi alla rivoluzione liberale contro il regime, nella guerra dei mille giorni (nel romanzo la guerra non dura tre anni ma venti). Durante la sua esperienza militare, promuove trentadue insurrezioni senza successo, e concepisce diciassette figli maschi (che finiranno tutti uccisi in età adulta) da altrettante donne diverse.
Come il fratello, anche lui ha un figlio da Pilar Ternera, Aureliano José, che verrà ucciso in uno scontro con i soldati governativi.
Rispettato e temuto anche dai rivali conservatori, sopravvive a quattro attentati, settantatré imboscate, a un tentativo di suicidio con un colpo di pistola sparatosi in occasione dell'armistizio di Neerlandia e a un plotone d'esecuzione, per finire i suoi giorni chiuso nel suo laboratorio a fabbricare pesciolini d'oro. Dopo alcune tentazioni di riprendere la guerra per cacciare la prepotente compagnia bananiera, e la morte dei suoi figli (tranne uno che si dà alla fuga e verrà ucciso anni dopo), uccisi da sicari del governo dopo che Aureliano aveva minacciato in pubblico i gringos, l'anziano colonnello tenta ancora di promuovere una guerra totale. Muore di vecchiaia appoggiato al castagno, il giorno in cui gli zingari tornano portando il circo.
Il governo, nonostante fosse un avversario, in occasione del suo giubileo (per i 25 anni della fine della guerra), gli intitola una strada che porterà il suo nome per molti anni, ma il colonnello rifiuterà sdegnosamente ogni riconoscimento.
Il personaggio del colonnello Aureliano Buendía è ispirato al generale liberale Rafael Uribe Uribe che nel 1899 si ribellò al governo conservatore scatenando la terza guerra civile colombiana; il suo amico Gerineldo Márquez, potrebbe essere ispirato dal colonnello Nicolas Márquez Mejía, nonno dell'autore, veterano della guerra dei mille giorni nelle file del Partito Liberale Colombiano, che rifiutò realmente l'armistizio di Neerlandia e le decorazioni a lui concesse del governo.
Amaranta
Terzogenita di José Arcadio e Ursula, vivrà odiando e invidiando la sorella adottiva Rebeca, più bella, perché in adolescenza entrambe s'innamorano di Pietro Crespi, giunto in casa Buendía per montare un pianoforte. Quando Pietro Crespi si fidanza con Rebeca, Amaranta giura alla sorella adottiva che impedirà le sue nozze con l'italiano. Il matrimonio non avrà luogo perché, dopo ripetuti rinvii, torna a casa José Arcadio, il fratello partito con la carovana degli zingari, e sarà lui a sposare Rebeca.
Crespi si consola passando il suo tempo con Amaranta; le chiederà la sua mano, ma lei non acconsentirà a sposarlo, spingendolo involontariamente al suicidio. Tormentata dal rimorso, si brucerà la mano sulle braci e indosserà fino al giorno della morte, in segno di lutto, una benda nera per coprire le bruciature. Più avanti rifiuterà la proposta di Gerineldo Márquez, colonnello liberale amico di Aureliano. Legatissima ai nipoti Arcadio e Aureliano José e, successivamente, a José Arcadio, figlio di Aureliano Secondo, non sopporterà la bigotta moglie di quest'ultimo, Fernanda, con la quale romperà i rapporti molto presto.
Amaranta muore in circostanze del tutto particolari, dopo aver ricevuto un presagio estremamente preciso della propria morte. Conoscendo il giorno esatto, raccoglie tutta la corrispondenza degli abitanti del villaggio con i cari defunti; alla data indicata sarà molto attiva, tanto da far pensare agli altri a una burla, ma effettivamente muore, distesa tranquillamente sul proprio letto.
Rebeca
Figlia di Nicanor Ulloa e Rebeca Montiel, nata a Manaure, viene adottata dalla famiglia Buendía all'età di undici anni, dietro richiesta dei genitori che pretendono di essere cugini di Ursula; la piccola arriva portando con sé un sacco con le loro ossa. Inizialmente taciturna e introversa, si scopre che ha l'abitudine di nutrirsi di terra e di succhiarsi il pollice. Superato questo problema, ne sorge un altro: la bambina soffre della peste dell'insonnia, finendo per contagiare l'intera Macondo.
Diventata adolescente, s'innamora follemente di Pietro Crespi (riprendendo l'abitudine di mangiare terra), soffrendo però la rivalità di Amaranta, disposta a tutto purché non si sposi con l'italiano. Il fidanzamento dura diversi anni, a causa del lutto per la morte di Remedios e dei lunghi lavori di costruzione del tempio cristiano di padre Nicanor Reyna. Tutto cambia quando fa il suo ritorno José Arcadio: Rebeca, attratta fortemente dalla sua fisicità, gli si dona completamente e convola a nozze. Dopo la cacciata dei due da parte di Ursula, provvede a tenere in ordine prima la casa che hanno affittato, poi quella costruita da Arcadio.
Dopo la misteriosa morte del marito si chiude in una solitudine impenetrabile, sdegnata del fatto che sia stata sospettata di averlo assassinato. Solo un paio di volte si fa vedere fuori casa, ormai in rovina. L'unica persona con cui ha rapporti è la fida serva Argénida, anche se incontrerà, nella sua casa, in due occasioni, il colonnello Aureliano e il figlio di questi Aureliano Triste, ma rifiuterà la proposta di Aureliano Secondo di tornare a vivere con la famiglia. Ursula soffre tardivamente la mancanza di Rebeca, perché il suo carattere forte avrebbe evitato alla famiglia una solitudine più penetrante.
Viene trovata morta nel suo letto, acciambellata come un gambero, con la testa pelata dalla tigna e con il pollice infilato in bocca, abitudine che aveva sempre avuto fin dal primo giorno che, bambina, giunse a Macondo.
Remedios Moscote
Figlia minore del correggitore di Macondo, Don Apolinar Moscote, è una bambina di 9 anni di cui il (futuro) colonnello Aureliano Buendía s'infatua perdutamente. Con grande fatica, la sua famiglia riesce a prepararla per il matrimonio e, dopo le difficoltà iniziali, si integra nella famiglia in maniera esemplare: non commette ingenuità durante la cerimonia di nozze, si prende cura del suocero José Arcadio Buendía sotto il castagno, si occupa di allevare il piccolo Aureliano José, fa da mediatrice nelle dispute tra Amaranta e Rebeca.
Remedios muore nel letto fra le sue bambole, a soli 14 anni, a causa dell'aborto naturale dei due gemelli che ha in grembo. Questa tragedia lascerà alcuni segni indelebili in casa: Amaranta proverà un forte senso di colpa, visto il suo desiderio che succedesse qualcosa di grave perché il matrimonio tra Pietro Crespi e Rebeca non fosse celebrato e perché così avrebbe evitato di assassinare la sorella adottiva, e inoltre, per ordine di Ursula, oltre al periodo prolungato di lutto viene collocato in casa il dagherrotipo di Remedios, illuminato da una candela. Questo lume verrà tenuto sempre acceso dalle generazioni successive. La morte di Remedios dovrebbe avvenire intorno agli anni 1850, essendo il dagherrotipo una tecnologia del 1839, portata a Macondo da Melquìades il decennio prima.

### Terza generazione
Arcadio
Il suo nome completo è José Arcadio ed è figlio di Pilar Ternera e di José Arcadio. A parte i genitori e i nonni José Arcadio Buendía e Ursula, solo il colonnello Aureliano conosce il segreto della sua filiazione (solamente a questa condizione Ursula lo accetta in casa). Arcadio viene quindi adottato dai nonni, e non saprà mai chi siano i suoi veri genitori, convinto di essere il figlio ultimogenito dei Buendía.
Uomo dal grande senso pratico e di ottima cultura, gli viene affidato il compito di gestire la prima scuola costruita a Macondo, ma con il tempo diventa arrogante e presuntuoso. Anche lui è attratto da Pilar Ternera (ignorando che è la sua madre naturale) ed ella, spaventata, rimedia facendogli conoscere la bellissima Santa Sofía de la Piedad, di cui s'innamora e dalla quale avrà tre figli.
Quando il colonnello Aureliano parte per il fronte, lo nomina capo civile e militare di Macondo. Arcadio amministra il villaggio in modo dispotico e arbitrario (addirittura fa fucilare un trombettiere solo perché questi lo aveva deriso strombazzando al suo passaggio), salvo essere poi preso a staffilate da Ursula, dopo aver cercato di mettere al muro don Apolinar Moscote, il suocero conservatore di Aureliano.
Di fronte alla sconfitta per i liberali, non accetta la resa proclamata dal colonnello e con pochi uomini male armati difende il villaggio. Catturato vivo, viene fucilato da un plotone di esecuzione comandato dal capitano Roque Carnicero (che in spagnolo significa macellaio).
Le sue ultime volontà riguardano i figli: vuole chiamare Ursula la prima (nata da pochi mesi), salvo cambiare idea all'ultimo: davanti al plotone pensa di chiamarla Remedios; il secondo, in gestazione, se femmina Remedios, se maschio José Arcadio. Questo desiderio sarà esaudito solo in parte: la primogenita sarà chiamata Remedios, poi Santa Sofía de la Piedad darà alla luce due gemelli, José Arcadio Secondo e Aureliano Secondo.
Aureliano José
È figlio di Pilar Ternera e del colonnello Aureliano Buendía. A differenza del fratello uterino (e cugino) Arcadio, sa chi sono i suoi genitori naturali. Viene allevato prima da Aureliano e Remedios, poi da Amaranta, per la quale sviluppa una vera e propria ossessione sessuale, tanto da disertare dall'esercito e tornare a Macondo ad assillarla, dichiarandosi pronto addirittura ad andare a Roma e inginocchiarsi al cospetto del Papa pur di avere una dispensa per sposarla.
Una notte, sua madre Pilar Ternera lo mette in guardia dopo aver letto le carte, ma inutilmente, perché il capitano Aquiles Ricardo, sapendo che è figlio del colonnello Aureliano Buendía, gli spara, prima di essere a sua volta massacrato dai simpatizzanti del colonnello. Il colpo viene udito da Carmelita Montiel, che lo aspettava a letto. Aureliano José muore senza sapere che nel suo destino è scritta una vita insieme alla giovane Carmelita, ricca di quella felicità che non ha potuto avere con Amaranta.
Santa Sofía de la Piedad
Compagna di Arcadio, viene accolta in casa da Ursula con i figli dopo la morte di questi. È una donna silenziosa e laboriosa, e, da giovane, bellissima. Lavora a lungo nella pasticceria di famiglia con Ursula, dove produce animaletti di caramello. Come Ursula, sopravvive ai suoi stessi figli e un giorno lascia la casa dei Buendía, stanca e invecchiata, per non comparire mai più.
17 Aureliani
Quando il colonnello Aureliano Buendía assume il comando delle forze armate liberali, ha frequenti avventure con numerose donne, il più delle volte solo per una notte (le madri mandano le figlie nel letto dei guerrieri per migliorare la razza).
Di conseguenza, oltre a Aureliano José il colonnello Aureliano Buendía avrà ben 17 figli maschi, e di questa considerevole prolificazione la sua famiglia si accorge solo quando le madri li portano uno dopo l'altro a Macondo per farli battezzare. Nessuno mette in dubbio la paternità, poiché sono venuti al mondo allo stesso modo del padre, e cioè con gli occhi aperti, da adulti, e con l'aria di solitudine caratteristica del colonnello. Amaranta vorrebbe allevarli, ma nessuna delle madri glieli lascia. Ognuno di essi viene battezzato con il nome Aureliano e il cognome della madre.
Durante il giubileo decretato in onore del Colonnello, si ritrovano tutti a Macondo e vengono portati da Amaranta, in occasione del mercoledì delle Ceneri, in chiesa da padre Antonio Isabel: il prete imprime loro sulla fronte una croce di cenere che si rivela indelebile. Uno solo di loro, Aureliano Triste, rimane a Macondo e fonda una fabbrica di ghiaccio. Anni dopo, con l'arrivo della compagnia bananiera, si trasferiranno a Macondo anche Aureliano Centeno, Aureliano Serrador e Aureliano Arcaya.
Dopo i soprusi dei soldati e delle guardie della compagnia ai danni degli abitanti, il vecchio colonnello Aureliano minaccia pubblicamente che armerà i figli per farla finita con i  gringos , tramite una nuova sollevazione. Poco dopo i 17 fratelli vengono quasi tutti uccisi (probabilmente da parte degli avversari politici del Colonnello), riconosciuti grazie alla loro croce sulla fronte. Uno solo, Aureliano Amador, riesce a scampare all'agguato e si ripresenterà molti anni dopo a Macondo, quando nella casa Buendía vivono solo José Arcadio e Aureliano Babilonia. Questi, non riconoscendolo, lo ributtano in strada e due agenti del governo gli sparano centrandogli la croce in fronte e completando il massacro lasciato incompiuto anni prima.

### Quarta generazione
Remedios la Bella
Figlia primogenita di Arcadio e Santa Sofía de la Piedad, fin dall'infanzia si distingue per la bellezza fuori dal comune che fa perdere la ragione agli uomini, per cui nonna non la lascia uscire di casa, se non per andare a messa e completamente velata. Remedios vive in un mondo tutto suo, mangia senza usare le posate, passa ore in bagno e rimane analfabeta; risolve il problema del vestire semplicemente cucendo una palandrana in canapa senza indossare nulla sotto.
Il mito della sua bellezza si trasformerà nella leggenda del fluido mortale che ossessiona gli uomini. Infatti, ben quattro di coloro che l'hanno desiderata muoiono, nonostante Remedios non sia per niente interessata all'amore o al sesso. Un pomeriggio ascende in cielo fra lo stupore delle altre donne della casa, portando con sé in cielo il lenzuolo che stendeva all'aperto. L'incredulità popolare vuole che sia scappata con un ragazzo e che la famiglia abbia così voluto salvare l'onore.
García Márquez ha raccontato che l'ascensione di Remedios la bella è una storia che sua nonna raccontava quando lui era bambino; per lui era un fatto reale, e solo quando fu cresciuto apprese la verità, una fuga d'amore coperta con la storia del miracolo, avvenuta nella Colombia del primo XX secolo. Questo sta a significare che le metafore del romanzo sono vere per la fantasia, ma simboliche per la realtà.
Aureliano Secondo
Figlio di Santa Sofía De la Piedad e Arcadio Buendía, è fratello gemello di José Arcadio Secondo. Ha un carattere impetuoso e impulsivo, e una corporatura più robusta rispetto al fratello, come i José Arcadio della famiglia, tanto da far credere che da piccolo si sia scambiato col gemello.
Si sposa con Fernanda del Carpio ma manterrà per tutta la vita una relazione con l'amante Petra Cotes, il suo unico vero amore, che considera una sorta di portafortuna per le proprie attività economiche. Diviene molto ricco grazie al bestiame da cortile; ha una grande vitalità e trascorre il tempo suonando la fisarmonica alle feste e partecipando a pantagrueliche sfide gastronomiche.
Cade in disgrazia con il lungo diluvio, che provoca la morte degli animali del suo allevamento. Il sopraggiungere di un cancro alla gola gli fa perdere l'abilità oratoria nell'organizzare le riffe che sono diventate la sua nuova risorsa economica e, conseguentemente, il rispetto degli abitanti di Macondo. Muore, ucciso dal tumore, contemporaneamente al gemello José Arcadio. I due corpi vengono però scambiati all'interno delle bare, a causa di una disattenzione degli amici ubriachi dello stesso Aureliano Secondo.
José Arcadio Secondo
Figlio di Santa Sofía De la Piedad e Arcadio Buendía, è fratello gemello di Aureliano Secondo. Ursula ritiene che i due fratelli siano stati scambiati da bambini, in quanto José Arcadio sviluppa le caratteristiche degli Aureliani di famiglia, ossia una indole malinconica e tranquilla, e un fisico più esile dei José Arcadio.
Da ragazzo frequenta spesso la chiesa; si occupa dapprima di galli da combattimento, poi di navigazione, cimentandosi in una fallimentare iniziativa finalizzata a collegare Macondo al mare tramite un canale. Riuscirà a costruire sarà solo un esiguo corso d'acqua, da quale giunge una zattera carica di prostitute francesi.
Alla fine, José Arcadio Secondo s'impiega come caposquadra nella compagnia bananiera di Mr. Brown, dove diventa un dirigente sindacale. Occupa un ruolo importante durante lo sciopero dei lavoratori dell'industria bananiera, ed è l'unico sopravvissuto al massacro dei lavoratori da parte dell'esercito, che la storia ufficiale cancella del tutto. Dopo essersi risvegliato in un treno merci di duecento vagoni pieno di cadaveri da gettare in mare, rimane completamente sconvolto da questa terribile esperienza. Non si riprende più, e, come il bisnonno, perde parzialmente il contatto con la realtà, affermando che ogni sera il treno parte verso il mare pieno di morti. Si rifugia, scappando dai soldati che cercano tutti i sindacalisti, nella stanza di Melquíades, rifiutando di uscire. Solo lì si sente protetto, e passa il resto della sua vita a tentare di decifrare le pergamene e a istruire il nipotino Aureliano (Babilonia). Muore senza ragione nello stesso istante in cui muore il gemello.
Ossessionato, dopo avere assistito una fucilazione, dalla paura di essere sepolto vivo (aveva creduto che il condannato fosse ancora vivo, dato che era morto con gli occhi aperti), chiede che il suo cadavere venga sgozzato prima della sepoltura.
Fernanda del Carpio
Ultima discendente di una famiglia nobile ridotta in miseria, vive in un'austera città dell'entroterra. Verrà condotta a Macondo in occasione del carnevale, dietro promessa del trono del Madagascar. Qui viene nominata regina a fianco di Remedios la bella, e la sua fantastica bellezza affascina Aureliano Secondo, già legato sentimentalmente a Petra Cotes. Il giovane parte alla sua ricerca nelle città dell'altopiano e la sposa.
Complici la tarda età di Ursula, la remissività di Santa Sofia de la Piedad, l'antipatia reciproca con Amaranta e le continue assenze del marito (che trascorre gran parte del tempo con Petra Cotes, preferendone di gran lunga la compagnia a quella della moglie), Fernanda prende le redini di casa Buendía, chiudendola al mondo e allestendo per i figli una stanza con immagini di Santi a grandezza naturale. Dal matrimonio con Aureliano Secondo, nascono tre figli: José Arcadio, Renata Remedios (detta "Meme") e Amaranta Ursula.
Donna dall'indole bigotta e superba (essendo stata allevata in famiglia molto devota e aristocratica), Fernanda ha un carattere austero e autoritario. Da un lato, affida la propria salute alla corrispondenza con "medici invisibili", dall'altro osteggia l'amore tra la figlia Meme e l'umile meccanico Mauricio Babilonia. Dopo che Mauricio rimane colpito dal fuoco delle guardie (rimanendo paralizzato), Fernanda costringe la figlia alla clausura, sostenendo con il marito che è volontà di Meme divenire monaca. Quando, tempo dopo, una suora porterà il figlio di Meme, Aureliano Babilionia, Fernanda forzerà quest'ultimo a trascorrere l'intera giovinezza recluso in casa, vergognandosi della sua nascita fuori dal matrimonio. Solo negli ultimi mesi di vita lo tratterrà in maniera meno rigida.
Muore nel proprio letto con a fianco il nipote Aureliano, che ne conserva per quattro mesi il cadavere con abluzioni di mercurio in attesa del ritorno del figlio José Arcadio.

### Quinta generazione
José Arcadio
Cresciuto da Amaranta, nutre a lungo per la prozia un affetto che sfocia nell'attrazione fisica, come accaduto ad Aureliano José. Ursula decide che il bambino intraprenderà studi religiosi per diventare Papa. José Arcadio viene quindi inviato a Roma, dove però non prenderà affatto i voti, uscendo dal seminario e sperperando i soldi che la famiglia gli manda. Tornerà a Macondo alla morte della madre Fernanda.
Stravagante e solitario, disprezza Aureliano Babilonia perché figlio illegittimo, anche se alla fine diverrà suo amico; troverà i sacchi contenenti i dobloni d'oro provenienti dalla statua di San Giuseppe e nascosti da Ursula sotto il suo letto, davanti agli occhi di alcuni ragazzini, suoi compagni di bagordi. Questi lo uccideranno mentre lui si fa un bagno per sottrargli il tesoro.
Renata Remedios (Meme)
Figlia di Aureliano Secondo e Fernanda del Carpio, viene educata sin da bambina in un seminario condotto da suore e istruita a suonare il clavicembalo. Nonostante la rigida educazione cattolica, eredita la vitalità del padre, con il quale, al suo ritorno a Macondo, stringe un forte rapporto.
Ragazza molto gioviale e dallo stile di vita libertino, s'innamora del giovane meccanico Mauricio Babilonia; il legame con il quale è però osteggiato dalla madre Fernanda a causa dell'origine proletaria. Resa completamente remissiva dal dolore per l'invalidità di Mauricio, ferito dalle guardie mentre tenta di entrare nottetempo nella sua camera, viene condotta in un monastero di clausura da Fernanda. Partorisce in convento il figlio di Mauricio, che viene portato a casa Buendía da una suora. Meme morirà di vecchiaia molti anni dopo a Cracovia, sotto falso nome e senza aver mai smesso di pensare a Mauricio.
Amaranta Ursula
Terzogenita di Aureliano Secondo e Fernanda del Carpio, viene mandata a studiare a Bruxelles dal padre, il quale, perduta ormai l'antica ricchezza derivatagli dal bestiame, compie vari sacrifici per raccogliere i soldi necessari. Al suo ritorno a Macondo insieme al marito belga Gastón, Amaranta Ursula è una donna dalla mentalità aperta, amante della moda e del ballo.
In Colombia si innamora però del nipote Aureliano Babilionia, che crede un fratello adottivo. Muore di parto, dando alla luce l'ultimo Buendía.

### Sesta generazione
Aureliano Babilonia
Figlio di Meme e Mauricio Babilonia, nasce mentre la madre è già chiusa in convento. Una suora lo porta a casa di Fernanda, che lo tiene segregato in casa (dopo aver pensato addirittura di affogarlo). Aureliano crede di essere figlio adottivo di Fernanda, che lo tratterà sempre freddamente, e di Aureliano Secondo, trovato in un cestino galleggiante nel fiume; completamente ignaro della propria origine, dice a tutti di chiamarsi Aureliano Buendía, come il colonnello. Viene cresciuto da Santa Sofía de la Piedad e istruito da José Arcadio Secondo. Da bambino, Aureliano esce di casa solo una volta: si ferma sul porticato, ma viene subito ricondotto all'interno. Dopo la morte di Fernanda, rimane solo con José Arcadio tornato da Roma, il quale lo tratta freddamente. A poco a poco, però, nasce un'amicizia, anche se molto breve a causa dell'assassinio di José Arcadio.
Ormai adulto, Aureliano esce abitualmente di casa, specie per recarsi nella libreria del savio catalano, dove compra libri allo scopo di decifrare le pergamene in sanscrito di Melquíades. Uomo incredibilmente colto, e fisicamente molto simile al colonnello Aureliano Buendia, conosce l'intera Enciclopedia Britannica trovata in casa, e - inspiegabilmente - anche cose che sull'enciclopedia non sono scritte. A chi gli chiede come faccia, lui risponde: "Tutto si sa".
All'interno della libreria incontra quattro amici: Alvaro, Germán, Alfonso e Gabriel, con i quali frequenta anche le prostitute dei vari bordelli. Si lega, in particolare, a Gabriel, con il quale condivide il segreto del "treno dei morti" su cui si risvegliò José Arcadio Secondo, al quale nessun altro crede. Aureliano avrà come amante la prostituta antigliana Nigromanta, poi si innamorera della zia Amaranta Ursula, che crede una sorella adottiva, alla quale confessa la sua passione repressa.
Dopo la morte dell'amata e del figlio Aureliano, perisce a causa dell'uragano che distrugge Macondo, leggendo le pergamene di Melquíades, all'interno delle quali è predetta in sanscrito l'intera storia della famiglia Buendía, nel momento in cui viene sancito il destino finale del villaggio e degli abitanti:

### Settima generazione
Aureliano
Figlio di Aureliano Buendía (Babilonia) e Amaranta Ursula. La madre vorrebbe chiamarlo Rodrigo, mentre il padre decide per Aureliano, nell'auspicio che vinca le trentadue guerre perdute dal colonnello suo omonimo. Nasce con la temuta coda di maiale, in quanto figlio incestuoso, nonostante sia "l'unico, in un secolo, ad essere stato generato con amore". Il padre lo trova morto il giorno successivo alla nascita, divorato dalle formiche rosse, come previsto dalle pergamene di Melquíades:

## Personaggi esterni alla famiglia Buendía
- Prudencio Aguilar

Allevatore di galli da combattimento, vive a Riohacha all'epoca in cui vi risiedono anche Ursula e José Arcadio Buendía. Dopo aver perso un combattimento tra galli con quest'ultimo, Prudencio ne mette in dubbio in pubblico la virilità (all'epoca José Arcadio Buendía e Ursula non avevano ancora generato figli). Per vendetta, José Arcadio Buendía lo uccide, trapassandogli la gola con una lancia.
Prudencio torna a manifestarsi sotto forma di fantasma, piangendo, e José Arcadio, oppresso dal rimorso, uccide tutti i suoi galli, seppellisce la lancia con cui gli aveva trafitto la gola e lascia Riohacha con Ursula. Il fantasma di Prudencio lo perseguiterà tuttavia fino alla morte.
- Melquíades

Melquíades è lo zingaro che rappresenta per Macondo un collegamento con il resto del mondo, ai tempi della fondazione. È lui la causa della soledad di Jose Arcadio Buendía, che invece di badare al bene comune si dedica a esperimenti stravaganti e inutili. È lui che salva Macondo dalla malattia dell'insonnia, somministrando agli abitanti un antidoto contro l'oblio.
Dopo anni di assenza, durante i quali era stato dato per morto (egli stesso dice di essere resuscitato), torna a Macondo e rimane a vivere a casa Buendía, rinchiudendosi senza mai uscire in una stanza dove si dedica alla profezia sulla fine della stirpe. Nei suoi ultimi anni, si prende cura di lui soprattutto Arcadio, che lo accompagna ogni giovedì a fare il bagno nel fiume. Quando Melquíades annega, José Arcadio tenta di resuscitarlo con vapori di mercurio, con il solo effetto di riempire il corpo di bolle blu. Dopo settantadue ore di inutili tentativi, con la casa invasa da un odore pestilenziale, José Arcadio acconsente alla sepoltura dell'amico.
Melquíades è il primo a essere tumulato nel cimitero di Macondo, inaugurato con i suoi solenni funerali. Anche dopo la morte il suo spirito resta nella stanza, ormai usata solo come ripostiglio per i settantadue pitali acquistati quando Meme aveva invitato a casa le compagne del collegio. La sua presenza rimarrà per sempre in casa Buendía, percepita solo da Aureliano Secondo e Aureliano Babilonia. La sua profezia è l'elemento chiave della conclusione del romanzo.
- Pilar Ternera

Pilar Ternera è un'amica di Ursula. Ne restano fisicamente attratti durante l'adolescenza i fratelli José Arcadio e Aureliano, e a entrambi darà dei figli (rispettivamente Arcadio e Aureliano José).
Viene descritta come una donna che si fa notare per la sua fragorosa risata, la cui potenza però viene progressivamente meno nel corso degli anni. Possiede il dono di leggere il futuro con le carte e, in più occasioni e per vari motivi, i membri della famiglia Buendía faranno appello a questa sua capacità.
In età molto avanzata diventa la tenutaria di un "bordello zoologico" (una casa di tolleranza con annesso zoo), frequentato da Aureliano Babilonia e dai suoi amici. Muore dopo aver raggiunto i 145 anni e viene seppellita seduta su una sedia, per sua stessa volontà.
- Don Apolinar Moscote

Padre di Remedios Moscote, è sostenitore del partito conservatore. È l'uomo nominato dal governo correggitore di Macondo. Considerato una figura marginale della scena politica del paese, si presta comunque in diverse situazioni per dare contributi concreti al progetto conservatore.
- Nicanor Ulloa e Rebeca Montiel

Genitori biologici di Rebeca Buendía, muoiono precocemente. Quando arriva a Macondo, Rebeca porta con sé un sacco con i loro resti. Verranno successivamente seppelliti vicino alla tomba di Melquíades.
- Pietro Crespi

Italiano di bell'aspetto, si stabilisce a Macondo aprendo un negozio di strumenti musicali e giocattoli a molla, poi gestito dal fratello minore Bruno. Entra per la prima volta a contatto con i Buendía per montare una pianola in casa loro e, successivamente, per impartire lezioni di ballo a Rebeca e Amaranta.
S'innamora, ricambiato, di Rebeca, con la quale si fidanza. Il loro amore è però contrastato dalla gelosia di Amaranta, perdutamente innamorata del Crespi, tanto da giurare alla sorella adottiva che dovrà passare sul suo cadavere per potersi sposare.
Il fidanzamento con Rebeca si protrae oltremisura (prima per il lutto per la morte di Remedios, poi nell'attesa che venga completata la costruzione della prima chiesa di Macondo e persino per la falsa notizia della morte della madre di Pietro), finché, al ritorno di José Arcadio, Rebeca s'innamora di quest'ultimo e lascia Pietro.
Crespi inizia a frequentare Amaranta, ma quando ne chiede la mano, viene rifiutato a sorpresa. Dopo aver tentato disperatamente di persuaderla, Pietro Crespi si taglia le vene.
Pietro Crespi è un personaggio molto lontano dagli altri, e non è un caso che sia spesso chiamato semplicemente "l'italiano", a sottolineare non tanto la lontananza geografica quanto la diversità culturale. Sempre vestito elegantemente, in panciotto anche con l'afa caraibica, è uomo sensibile con una velata nostalgia di casa, che sublima nella raccolta di foto dall'Italia. Farà restare sveglia l'intera Macondo una notte, poco prima del suicidio, suonando, una serenata a Amaranta con la citara, in maniera che "non meritava di essere di questo mondo" e cantando con "una voce tale da non potersene concepire un'altra sulla terra con tanto amore".
- Gerineldo Márquez

Amico e compagno d'armi di Aureliano Buendía, s'innamora di Amaranta, che però lo respinge ostinatamente. È il primo a stancarsi della guerra civile, nella quale rischia di essere fucilato proprio dall'amico; ormai anziano, rifiuta un'ultima proposta del colonnello di riprendere le armi. Il personaggio potrebbe essere ispirato al nonno dell'autore, veterano di guerra.
- Petra Cotes

Dopo essere stata amante di José Arcadio Secondo, sarà il vero grande amore della vita di Aureliano Secondo. Di carattere allegro e passionale, al contrario della riservata Fernanda, godrà della compagnia di Aureliano Secondo molto più spesso che la moglie. Aureliano Secondo la ritiene anche un portafortuna, per la prosperità delle sue attività economiche. Fortemente osteggiata da Fernanda, che non le permetterà neanche di vedere per l'ultima volta il cadavere dell'amante, la mantiene di nascosto per vendetta fino alla morte.
- Mister Herbert e Mister Brown

Mr. Herbert viene invitato a pranzo da Aureliano Secondo; Jack Brown, invece, è il presidente della compagnia bananiera, viene da Prattville, Alabama e si trasferisce a Macondo con la famiglia in un vagone di vetro. La compagnia dà lavoro a molti braccianti locali, ma stravolge la vita della città con la costruzione di un quartiere recintato da filo spinato e elettricità, mentre le guardie armate spadroneggiano compiendo soprusi e prepotenze.
Mr. Brown diverrà compagno di feste del gioviale Aureliano Secondo, anche se per poco. Quando i lavoratori, incitati da José Arcadio Secondo, scendono in sciopero, l'esercito li stermina. Brown e la compagnia lasciano Macondo durante le piogge che fanno seguito alla decisione di accogliere alcune, limitate richieste dei lavoratori.
- Mauricio Babilonia

Amore segreto di Meme, è di famiglia umile e lavora come autista e meccanico alla compagnia bananiera; è caratterizzato dalla particolare presenza di farfalle gialle che gli aleggiano intorno. Sebbene il padre di Meme, Aureliano Secondo, sia favorevole alla relazione segreta, quando Fernanda scopre i fatti va su tutte le furie e ottiene che delle guardie presidino la casa. Una notte, mentre Mauricio tenta di raggiungere Meme passando dal tetto, viene colpito da una guardia alla spina dorsale e rimarrà paralizzato. Meme, già rimasta incinta dalla relazione clandestina, non rivedrà più l'amato, costretta da Fernanda alla clausura. Mauricio morirà di vecchiaia anni dopo, senza più essersi mosso dal suo letto, e non conoscerà mai il figlio Aureliano.
- Gastón

Marito di Amaranta Ursula, Gastón è un belga che la ragazza ha conosciuto in occasione dei propri studi a Bruxelles. Giunge con la moglie a Macondo, pensando di andarsene dopo pochi mesi. Di fronte, però, all'entusiasmo della moglie, che non intende lasciare il paese, Gastón programma l'acquisto di un aeroplano per avviare un'attività di spedizioni in Colombia. Lascia il Paese dopo pochi anni, per seguire dei progetti lavorativi nel Congo belga. A Léopoldville riceve una lettera in cui Amaranta Ursula gli reitera il proprio amore e l'impazienza di rivederlo, ma, contraddicendosi, gli rivela la propria incapacità di vivere senza Aureliano. Gastón risponde augurando ai due la stessa felicità avuta da lui durante la breve esperienza coniugale.
Amaranta Ursula rimane umiliata da questa freddezza del marito, che rivela come Gastón non attendesse altro che un pretesto per troncare la relazione. Mesi dopo, Gastón scrive una nuova lettera ad Amaranta Ursula, in cui prega di inviargli l'unica cosa rimasta a Macondo che per lui abbia un valore sentimentale, il suo velocipede.
- Nigromanta

Prostituta antigliana di colore, dal fisico possente, sarà la prima donna amata da Aureliano Babilonia.
- Il savio catalano

È il proprietario della caotica libreria frequentata da Aureliano (Babilonia), nonché scrittore instancabile, giunto a Macondo all'epoca della compagnia bananiera. Ritornerà in Catalogna al tempo del declino finale di Macondo, portando con sé nel lunghissimo viaggio tre inseparabili casse contenenti i suoi scritti. Intratterrà una corrispondenza a distanza con Aureliano. Il personaggio è ispirato all'esule catalano Ramón Vinyes che negli anni Cinquanta radunò intorno a sé a Barranquilla un gruppo di giovani intellettuali, tra i quali García Márquez.
- Alvaro, Alfonso, Gabriel e Germán

Sono gli unici amici di Aureliano Babilonia, con i quali divide il tempo tra la libreria del savio catalano e gli ultimi bordelli di Macondo. I quattro personaggi sono ispirati agli scrittori del Grupo de Barranquilla: Álvaro Cepeda Samudio, Alfonso Fuenmayor, Germán Vargas e lo stesso Gabriel García Márquez. Alvaro lascia Macondo in seguito alla partenza del libraio, mentore del quintetto di giovanotti, dopo aver comprato un biglietto eterno per un viaggio in treno senza fine dal quale spediva cartoline agli amici superstiti. Germán e Alfonso se ne andranno senza preavviso e senza lasciare tracce. Gabriel (presumibilmente omonimo dell'autore, in quanto pronipote del colonnello Gerineldo Márquez) è l'amico più importante per il giovane Aureliano Babilonia, l'unico vivente che non metta in dubbio la carneficina dei lavoratori alla stazione di Macondo. Vince il concorso di una rivista francese e parte per Parigi. È uno dei pochissimi abitanti di Macondo che sopravviverà alla distruzione del villaggio.

## Altri personaggi
- Mercedes: farmacista di poche parole, fidanzata di Gabriel; personaggio ispirato alla moglie di García Márquez, Mercedes Barcha Pardo.
- Rafael Escalona: musicista realmente esistente, amico dell'autore, definito "nipote del vescovo".
- Colonnello Lorenzo Gavilán: rivoluzionario, amico di José Arcadio Secondo, personaggio tratto da una novella di Carlos Fuentes, scrittore amico di García Márquez; è un reduce della rivoluzione messicana del 1910, e viene ucciso dall'esercito assieme ai sindacalisti e ai lavoratori in sciopero
- Padre Nicanor Reyna: primo prete di Macondo, costruisce la chiesa del paese, raccogliendo denaro con il suo spettacolo di levitazione (per mezzo della cioccolata); poi sostituito da: padre Coronel detto il Cucciolo[24] successivamente da padre Antonio Isabel[25] poi brevemente dal giovane padre Augusto Ángel[26] e, infine, dall'anonimo "parroco artritico" dell'epoca di Aureliano (Babilonia).
- José Raquel Moncada: governatore conservatore di Macondo durante la guerra, fucilato dai liberali, ma considerato un uomo meritevole di rispetto da tutti.
- Patricia Brown: figlia di Jack Brown, il capo della compagnia bananiera, amica di Meme Buendía.
- Amparo Moscote: sorella di Remedios, la moglie del colonnello Aureliano, e amica di Rebeca, sposa poi Bruno Crespi, fratello di Pietro.
- Bruno Crespi: fratello di Pietro, diviene un agiato commerciante.

## Temi principali

### Lo stile
Lo stile della scrittura è semplice e favolistico. La narrazione è veloce e ricchissima di avvenimenti, tanto che in poche righe sono spesso condensate nascite e morti, eventi in cui i personaggi sono disegnati con pochi tratti e le descrizioni, sempre brevi, sono spesso solo caratteriali.
I personaggi secondari, quasi sempre solo denominati, ritornano a volte dopo decine di pagine per passare così come sono entrati, funzionali alla narrazione; i nomi dei personaggi (soprattutto maschili), spesso simili gli uni con gli altri, possono confondere il lettore, e l'autore tesse una trama a volte intrecciata con la propria storia famigliare e letteraria. Il narratore è esterno e onnisciente, avvengono intrecci e digressioni. Il contenuto è nel tipico stile del realismo magico latinoamericano e risente dell'influenza di numerosi scrittori e autori, tra cui William Faulkner, Franz Kafka, Jorge Luis Borges, Sofocle, Herman Melville, Juan Rulfo, Virginia Woolf, Miguel de Cervantes, il surrealismo, l'espressionismo, il romanticismo europeo. 

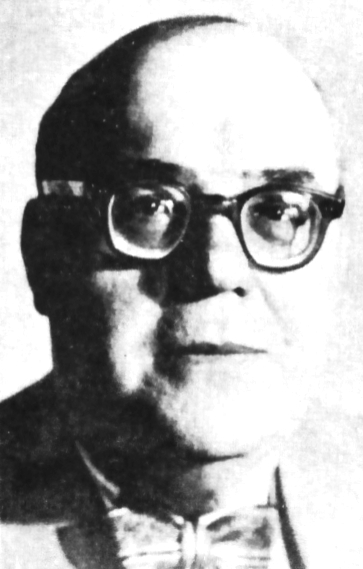
Lo scrittore peruviano Ventura García Calderón

Il linguaggio e la tecnica formale della scuola magico-realista ispanica a cui appartiene l'autore oscillano tra crudezza, raffinatezza e involutezza del periodare, e sono invece debitrici a Ernest Hemingway, Graham Greene e, per le parti più ricercate, allo stile neobarocco-decadente di Joris-Karl Huysmans, per influsso del romanziere modernista-ispanoamericano Ventura García Calderón, ispiratosi a sua volta allo scrittore francese di A rebours e a Oscar Wilde, specialmente per le parti gotiche del Dorian Gray.
García Márquez appartiene alla generazione che recuperò la narrativa fantastica romantica, come quella di E.T.A. Hoffmann (dove il soprannaturale emerge in mezzo al normale, dando un senso di straniamento), e il romance, lo stile dei poemi lirici, epici e mitologici che andavano di moda fino all'alba del romanzo moderno nel XVIII secolo, quando la particolare mescolanza di reale e invenzione venne relegata nella letteratura del romanzo gotico dei vari Hoffmann, Walpole, Radcliffe, Shelley, Lewis e Charles Robert Maturin, autore di Melmoth l'errante e prozio di Wilde; si vedano la leggenda dell'ebreo errante, o quella di Francisco el Hombre, che ricorda vagamente La ballata del vecchio marinaio di Coleridge, leggende e personaggi citati da Márquez in Cent'anni di solitudine; la descrizione della funebre e spettrale città di Fernanda, che ricorda il gotico-fantastico europeo; l'episodio di Fernanda e i medici invisibili; i fantasmi che convivono coi vivi a casa Buendía (tema ispirato anche dall'attività di "chiaroveggente" della nonna dello scrittore); e l'omicidio misterioso e paranormale di José Arcadio.

### La solitudine
La solitudine del titolo è dunque la condizione di ogni uomo all'interno di questo microcosmo: i vivi si agitano e combattono senza tuttavia muoversi da uno stesso punto e i morti ritornano sulla terra come sagome, così solitarie e affrante che finiscono per diventare amiche di quelli che erano stati in vita i loro peggiori nemici (Prudencio Aguilar).
Il messaggio finale, che dà tutto il senso della tragedia umana, mostra come infine tutte le vicende attraversate dai personaggi portino l'ultimo della stirpe a comprendere l'entità dell'incapacità di evolversi. Troppo tardi, perché nel momento stesso in cui egli arriva alla scoperta che ha valso cent'anni di solitudine (la decifrazione delle pergamene di Melquíades), scatta la punizione "divina" sotto forma di un biblico vento che spazzerà via ogni traccia del villaggio, ormai quasi una cittadina, e dei suoi abitanti. Insomma, in definitiva la storia corale della famiglia Buendía, affollato crocevia di speranze, desideri e sogni... una famiglia così densa e impregnata di forti sentimenti ma così chiusa nelle sue effimere illusioni da sprofondare nella più sconsolante e più irrimediabile delle solitudini.

### Realtà e finzione
È molto difficile stabilire un confine netto tra la natura estremamente fantasiosa del racconto e gli aspetti reali di cui è permeato. Molti eventi sono pesantemente influenzati dalla storia colombiana della seconda metà dell'Ottocento, soprattutto le guerre civili e il periodo della compagnia bananiera (tra l'altro è curioso notare che in tutto il romanzo non viene fatto il nome della nazione, anche perché nel primo periodo del romanzo la Colombia non era conosciuta con tale nome). Esistono inoltre correlazioni con eventi, luoghi e persone della biografia di García Márquez, trasfigurati nella narrazione. Ad esempio il villaggio di Aracataca, dove crebbe lo scrittore, è una cittadina depressa dopo il boom bananiero, come Macondo nel periodo di Aureliano Babilonia; è quindi riflessa in maniera fantastica, come detto, la realtà colombiana e sudamericana tra l'Ottocento e gli anni trenta del XX secolo.
Ma sono davvero tanti gli episodi attraverso la cui narrazione l'autore ci conduce in un mondo dove la quotidianità dei fatti si accompagna a eventi quasi magici. Per citarne alcuni, si pensi alle apparizioni del fantasma di Prudencio Aguilar (e anche qui il confine vita-morte non è così netto), alla levitazione di padre Nicanor Reyna, oppure alla capacità di preveggenza del colonnello Aureliano Buendía, alle apparizioni del fantasma di Melquíades (che afferma poi di essere tornato in vita dopo essere morto la prima volta di febbre a Singapore), alla salita al cielo di Remedios la Bella, alle farfalle gialle che accompagnano Mauricio Babilonia, all'apparizione dell'Ebreo Errante, al vento misterioso che distrugge il villaggio, al diluvio che dura per più di quattro anni, alla "pioggerella di minuscoli fiori gialli [che] caddero per tutta la notte sul villaggio", e altri ancora. Tutti eventi soprannaturali ma che, in un tale contesto, si mischiano alla quotidianità e non scatenano contrasti tra chi ci crede o no: sono eventi che si succedono, semplicemente. 

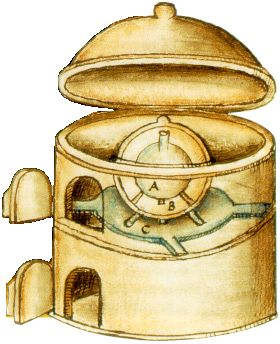
Un atanor, oggetto alchemico per la creazione della pietra filosofale, usato nel romanzo

Per questo il romanzo è un noto esempio di Realismo magico. Probabilmente queste storie furono ispirate a quelle che raccontava la nonna dell'autore, nella grande casa dove García Márquez crebbe.
Inoltre alcuni personaggi portano nomi e cognomi di persone reali della famiglia dello scrittore: Márquez, Gabriel, Iguáran, Cotes. Un personaggio secondario, Gabriel, è nipote del vecchio colonnello liberale Gerineldo Márquez (compagno d'armi di Aureliano Buendía), proprio come il vero García Márquez è nipote di un colonnello di fede liberale, Nicolás Márquez Mejía. La madre di Marquez, invece, ispirò allo scrittore il personaggio di Ursula. Nel romanzo si parla anche della malattia dell'insonnia, che cancella i ricordi, e della dimenticanza collettiva dei fatti della storia, emblematica di un'America Latina che non ricorda più il suo passato, ma anche una probabile ispirazione della malattia di Alzheimer, una patologia molto frequente nella famiglia Márquez.

### Tematiche psicoanalitiche ed esoteriche
Alcuni critici hanno evidenziato, oltre alla tematica storica e sociale, la concezione circolare del tempo (un continuo presente) che solo la profezia di Melquíades spezza, i numerosi riferimenti all'alchimia e all'esoterismo, il gioco letterario strutturalista che nasconde significati, o la tematiche psicoanalitiche dell'incesto (il freudiano mito di Edipo), visto come autodistruzione della stirpe, inevitabile per chi non si apre al mondo, degli archetipi antropologici junghiani e dei simboli disseminati tra le pagine del romanzo, dell'amore e della morte. Lo stesso autore ha indicato nell'Edipo re di Sofocle - con i temi di incesto e profezia - una delle sue fonti di ispirazione, non soltanto per questo romanzo.

## Macondo
Macondo è il nome di un paese immaginario, immerso nella foresta colombiana, dove si svolgono le vicende del romanzo.
Riguardo all'ubicazione geografica, l'autore fornisce alcuni indizi che permettono di collocare il villaggio presso la penisola della Guajira. Non è molto lontano dalla costa del Mare Caraibico e la spedizione capitanata da José Arcadio Buendía, partendo da Riohacha, s'inoltra nella sierra per quasi due anni. Presumibilmente il villaggio si trova diverse centinaia di chilometri a sud di Riohacha, nei dintorni della Sierra Nevada de Santa Marta e vicino al paese di Aracataca, luogo natio dello scrittore.
Per quanto riguarda l'origine stessa del nome del villaggio, è stato osservato che Makond era anche la denominazione di uno dei villaggi bananieri abitati dai gringos, nei pressi di Aracataca, davanti al quale passa il piccolo García Márquez quando insieme alla madre si reca a trovare i parenti della stessa, un villaggio chiuso da cinta di filo spinato (come la cittadina della compagnia bananiera) attraverso il quale il piccolo García Márquez intravede un'altra realtà a lui sconosciuta, donne belle ed eleganti che abitano case diverse e vivono vite diverse, un villaggio dove vige una legge diversa e stili di vita diversi. Presumibilmente dà alla cittadina dei Buendía questo nome poiché rappresenta il villaggio ideale del bambino ormai diventato scrittore.
L'esatta ubicazione geografica, comunque, è poco rilevante ai fini della trama, visto che tutte le vicende si svolgono a Macondo, tranne quelle relative alle guerre del Colonnello, oppure quando viene descritta la cittadina da cui proviene Fernanda (e dove Aureliano secondo va a cercarla, oltre a esservi ambientata la parte in cui Meme viene condotta in clausura).
Ciò che si nota, mano a mano che si va avanti nella lettura, è lo sviluppo che assume il villaggio: inizialmente composto da una ventina di case di fango, queste aumentano e vengono costruite con mattoni, poi i pavimenti in cemento, i tetti di zinco, poi gli si affianca la cittadella della compagnia bananiera circondata da una rete elettrificata. Anche la vita nel villaggio si anima (soprattutto nella Strada dei Turchi).
Inizialmente tagliato fuori dal resto del mondo (non essendoci nemmeno un servizio di posta), il villaggio arriva a essere raggiunto anche dalla ferrovia.
La fase del declino inizia poi ai tempi della compagnia bananiera e dopo il (falso?) massacro dei suoi lavoratori. Il seguente (e lunghissimo) diluvio porta alla rovina di molte case (quella dei Buendía compresa) e all'abbandono di altre. Oltre alla prosperità gli abitanti perdono anche i ricordi, fino al pomeriggio in cui, mentre Aureliano Babilonia decifra le ultime pergamene, un vento violentissimo spazzerà il villaggio dalla faccia della terra.
L'atmosfera del romanzo, la sua forza evocativa, le sue immagini, l'universalità del tema principale (la solitudine), fanno di Macondo un luogo mitico.

## Storia editoriale e critica
L'amico Carlos Fuentes, che legge in anteprima alcuni capitoli, scrive un articolo entusiasta che crea una certa aspettativa; altre anticipazioni appaiono su riviste in Messico e Colombia, e persino su Mundo Nuevo pubblicata a Parigi per gli emigrati. Alla casa editrice Sudamericana di Buenos Aires che gli propone una ristampa dei romanzi precedenti, García Márquez offre il nuovo testo. La prima edizione è esaurita in 15 giorni, e in pochi mesi piovono 18 contratti di traduzione estera, compresa quella italiana per Feltrinelli. Il libro si aggiudica il Prix du Meilleur livre étranger (Premio per il migliore libro straniero) nel 1969 e il Premio Rómulo Gallegos nel 1972.
Il romanzo di Márquez ricevette una sonora stroncatura da parte di Pier Paolo Pasolini: « Un altro luogo comune... è quello di considerare Cent'anni di solitudine... di Gabriel García Márquez un capolavoro. Ciò mi sembra semplicemente ridicolo. Si tratta del romanzo di uno scenografo o di un costumista, scritto con grande vitalità e spreco di tradizionale manierismo barocco latino-americano, quasi a uso di una grande casa cinematografica americana (se ne esistessero ancora). I personaggi sono tutti dei meccanismi inventati talvolta con splendida bravura da uno sceneggiatore: hanno tutti i «tic» demagogici destinati al successo spettacolare.
L'autore molto più intelligente dei suoi critici sembra saperlo bene: «Non gli era mai venuto in mente fino allora - egli dice nell'unica considerazione metalinguistica del suo romanzo - di pensare alla letteratura come al miglior giocattolo che si fosse inventato per burlarsi della gente...». Márquez è indubbiamente un affascinante burlone, tanto è vero che gli sciocchi ci sono tutti cascati. Ma gli mancano le qualità della grande mistificazione («Dante fu un mistificatore?» è la domanda che un dantista tedesco disse all'orecchio di un suo collega, come riferisce Contini): le qualità che ha, tanto per fare un esempio, Borges (o, molto più in piccolo, Tomasi di Lampedusa, se Cent'anni di solitudine ricorda un po' Il Gattopardo anche per gli equivoci che ha suscitato nella palude del mondo che decreta i successi letterari)″ ».
Durante il IV Congresso internazionale della Lingua Spagnola, tenutosi a Cartagena nel marzo del 2007, è stato votato come seconda opera più importante mai scritta in lingua spagnola, preceduto solo dal Don Chisciotte della Mancia.

## Influenza culturale
Il gruppo musicale Modena City Ramblers ha inciso l'album Terra e libertà, di esso alcune canzoni prendono spunto dal libro di García Márquez: Macondo Express, Il ballo di Aureliano, Remedios la bella e Cent'anni di solitudine. Da segnalare anche L'amore ai tempi del caos, chiaro riferimento a un'altra importante opera dello scrittore colombiano ovvero:"L'amore ai tempi del colera".
Macondo diede il nome a un centro sociale autogestito, di giovani di sinistra, esistente a Milano negli anni settanta e fondato dal sociologo e giornalista Mauro Rostagno.
Nella sua canzone Sally Fabrizio De André fa riferimento a Pilar del mare, una delle matriarche nominate nel romanzo. Fa anche riferimento a pesciolini d'oro fusi dal colonnello Aureliano Buendía.
Macondo è anche il titolo di una canzone di Alberto Camerini, appartenente all'album "Comici cosmetici".
Il film Disney Encanto è ispirato vagamente al libro.
L’11 dicembre 2024 è uscita su Netflix la prima parte della serie TV Cent’anni di solitudine, ispirata all’omonimo romanzo di Gabriel García Márquez.

## Traduzioni italiane
- Cent'anni di solitudine, traduzione di Enrico Cicogna, Collana I Narratori, Milano, Feltrinelli, 1968,  p. 426. - Collana Universale Economica, Feltrinelli, 1973; Mondadori, 1982-2016.
- Cent'anni di solitudine, traduzione di Ilide Carmignani, Collana Oscar Moderni n.23, Milano, Mondadori, 2017, ISBN 978-88-04-67598-3.